# Дивізіон Індор
Дивізіон Індор є адміністративним підрозділом штату Мадх'я Прадеш. Місто Індор відповідно — адміністративним центром дивізіону. На  2010 дивізіон поділявся на такі округи:  Аліраджпур, Барвані, Бурханпур, Дхар, Індор, Джхабуа, Кхандва, Кхаргон.

## Округи
| Назва округу             | Адмінцентр | Площа км² | Населення (Перепис: 2001) | Густота чол/км² |
| ------------------------ | ---------- | --------- | ------------------------- | --------------- |
| Аліраджпур               | Аліраджпур | 2.165     | 2.488.003                 | 1149            |
| Барвані                  | Барвані    | 5.432     | 1.081.039                 | 199             |
| Бурханпур                | Бурханпур  | 4.573     | 634.883                   | 139             |
| Дхар                     | Дхар       | 8.153     | 1.740.577                 | 213             |
| Індор                    | Індор      | 3.898     | 2.585.321                 | 663             |
| Джхабуа                  | Джхабуа    | 6.782     | 1.396.677                 | 206             |
| Кхандва (Східний Німар)  | Кхандва    | 6.206     | 1.261.768                 | 203             |
| Кхаргон (Західний Німар) | Кхаргон    | 8.010     | 1.529.954                 | 191             |
| Загалом                  | .          | 45.209    | 12.718.222                | 281             |

22°42′ пн. ш. 75°54′ сх. д. / 22.7° пн. ш. 75.9° сх. д.